# Reprezentacja Irlandii w piłce ręcznej kobiet
Reprezentacja Irlandii w piłce ręcznej kobiet, narodowy zespół piłkarek ręcznych Irlandii. Reprezentuje swój kraj w rozgrywkach międzynarodowych.